# Політичні партії Японії
| Заснована | Українською                     | Японською                        | Засновник                       | Ідеологія | Розпущена |
| --------- | ------------------------------- | -------------------------------- | ------------------------------- | --------- | --------- |
| 1874      | Патріотична громадська партія   | 愛国公党, айкоку-кото            | Ітаґакі Тайсуке                 | {{{2}}}   | 1874      |
| 1874      | Товариство самодопомоги         | 立志社, ріссі-ся                 | Ітаґакі Тайсуке                 | {{{2}}}   | 1883      |
| 1875      | Патріотичне товариство          | 愛国社, айкоку-ся                | Ітаґакі Тайсуке                 | {{{2}}}   | 1880      |
| 1880      | Парламентська ліга              | 国会期成同盟, коккай кісей-домей | Катаока Кенкіті, Коно Хіронака  | {{{2}}}   | 1881      |
| 1881      | Ліберальна партія               | 自由党, дзію-то                  | Ітаґакі Тайсуке                 | {{{2}}}   | 1884      |
| 1882      | Партія конституційних реформ    | 立憲改進党, ріккен кайсін-то     | Окума Сіґенобу                  | {{{2}}}   | 1896      |
| 1882      | Конституційно-монархічна партія | 立憲帝政党, ріккен тейсей-то     | Фукуті Ґен'їтіро                | {{{2}}}   | 1883      |
| 1890      | Конституційно-ліберальна партія | 立憲自由党, ріккен дзію-то       | Ітаґакі Тайсуке                 | {{{2}}}   | 1891      |
| 1890      | Товариство успіху               | 大成会, тайсей-кай               | Суґіура Дзюґо, Мотода Хадзіме   | {{{2}}}   | 1891      |
| 1891      | Ліберальна партія               | 自由党, дзію-то                  | Ітаґакі Тайсуке                 | {{{2}}}   | 1898      |
| 1892      | Національна асоціація           | 国民協会, кокумін кьокай         | Сайґо Цуґуміті, Сінаґава Ядзіро | {{{2}}}   | 1899      |
| 1896      | Прогресивна партія              | 進歩党, сімпо-то                 | Окума Сіґенобу                  | {{{2}}}   | 1898      |
| 1955      | Ліберально-демократична партія  | 自由民主党, дзію мінсю-то        | Хатояма Ітіро                   | {{{2}}}   | —         |

- Демократична партія Японії
- Комуністична партія Японії
- Партія «Нова Комейто»
- Соціал-демократична партія Японії